# Монтефосколи
Монтефосколи је насеље у Италији у округу Пиза, региону Тоскана.
Према процени из 2011. у насељу је живело 489 становника. Насеље се налази на надморској висини од 153 м.